# Шейру, Брюно
Брюно́ Шейру́ (фр. Bruno Cheyrou; род. 10 мая 1978[…], Сюрен) — французский футболист, полузащитник.

## Карьера
Брюно стал известен, выступая за «Лилль», с которым он вышел из Второй лиги в Первую, а затем и пробился в Лигу чемпионов. Шейру обратил на себя внимание скаутов серьёзных европейских клубов после того, как забил гол в ворота «Манчестер Юнайтед» в розыгрыше Лиги чемпионов. Соотечественник Брюно, Жерар Улье, в то время тренировавший английский «Ливерпуль», направил во Францию скаута, который в течение нескольких месяцев наблюдал за игрой Шейру. В конечном итоге было принято решение приобрести игрока, и летом 2002 года Брюно перешёл на «Энфилд Роуд» за 4,5 миллиона фунтов.
При подписании контракта Улье назвал Шейру «новым Зиданом», однако, справедливость такого сравнения Брюно доказать так и не удалось. Вместе с Эль-Хаджи Диуфом и Салифом Диао, которые перешли в «Ливерпуль» тем же летом, он стал одной из главных трансферных ошибок Улье. Шейру безуспешно пытался продемонстрировать своё мастерство, выступая за «красных», но самым ярким эпизодом в его английской карьере стал забитый им на «Стэмфорд Бридж» победный гол в ворота «Челси» в сезоне 2003/04 годов.
Появление у руля клуба нового менеджера, Рафаэля Бенитеса, стало сигналом к тому, что карьера Брюно Шейру в «Ливерпуле» завершена. Француз «не соответствовал требованиям» Бенитеса и был отправлен в аренду на сезон сначала в «Марсель», а затем в «Бордо», который мог, но не стал окончательно выкупать контракт футболиста у мерсисайдцев. Долгое время Шейру играл за «Ренн», где ему приходилось чаще действовать в роли опорного полузащитника.
Брюно провёл три матча за сборную Франции, дебютировав 21 августа 2002 года в товарищеском матче против Туниса.

## Достижения
- Чемпион Второй французской лиги (2000)

## Личная жизнь
Младший брат Брюно, Бенуа, играет за «Торонто». У Брюно и его жены Констанс 23 июля 2007 года родился сын Нино.